# Aellopos annulosum
Aellopos annulosum är en fjärilsart som beskrevs av William Swainson 1823. Aellopos annulosum ingår i släktet Aellopos och familjen svärmare. Inga underarter finns listade i Catalogue of Life.